# Wasit
Wasit o Al-Wasit (àrab: واسط, Wāsiṭ, literalment ‘Centre’) fou una ciutat de l'Iraq, a la riba de l'antic curs del riu Tigris. Actualment és un jaciment arqueològic.

## Història

### segleviii
Fundada l'any 702 per al-Hajjaj ibn Yússuf, governador omeia de l'Iraq, a mig camí entre Madain i Bàssora, Kufa i Ahwaz, com a campament militar de les tropes sirianes, fou un dels principals centres militars durant els califats omeia i abbàssida.
També es convertí en un important centre administratiu, comercial i portuari. Fou la capital de l'Iraq del 684 al 713 o 723. Sembla que cap al 715 va deixar de ser ja la residència del governador quan es va incorporar a la província el districte del Khurasan; Úmar II va dividir la província en tres (Kufa, Bàssora i Khurasan) amb governadors separats i Wasit fou desmilitaritzada i buidada de tropes sirianes encara que Yazid II la va tornar a militaritzar breument fins al 723. El 721 fou teatre de la revolta de Yazid ibn al-Muhàl·lab, el successor efectiu d'al-Hajjaj en el govern (715). Després del 723 la capital del govern de l'Iraq va oscil·lar entre Wasit, Kufa i Hira; Khàlid ibn Abd-Al·lah al-Qasrí hi va residir almenys una part del seu govern; Wasit va tenir un paper important en la revolta xiïte de Zayd ibn Ali (739); els kharigites hi foren actius a la meitat del segle i se'n van apoderar sota la direcció de l'omeia Abd-Al·lah ibn Úmar però el governador Yazid ibn Umar ibn Hubayra la va reconquerir el 746 quan sembla que la ciutat estava exhausta. Wasit fou capital de la kura de Kaskar al Baix Iraq i es va mantenir autònoma del Sawad de Kufa i de Bàssora.
Els abbàssides la van conquerir el 750 després d'un setge. El 762 va donar suport a la revolta hasanita. La fundació de Bagdad la va deixar com un centre administratiu de segon orde.

### Seglesixaxi
El 834 fou saquejada pels zutt, els rebels d'origen indi (del Sind i altres llocs) i després damnada pels zandj en la seva revolta (869-883). El 871 fou assolada per una epidèmia i el 877 els zandj la van destruir, especialment la seva part oriental; es va reconstruir però el 904 fou en part destruïda altre cop per unes inundacions, seguides d'unes altres encara més greus el 922. Ibn Ràïq era governador de Wasit quan fou promogut a amir al-umara. Durant el domini dels buwàyhides, Wasit fou disputada per la riquesa de la seva terra entre els Baridis d'al-Ahwaz, l'amir al-umara i els buwàyhides. Del 949 al 971 fou sovint residència de Muïzz-ad-Dawla i del seu successor Izz-ad-Dawla Bakhtiyar i emprada com a base d'operacions contra Imran ibn Xahin, senyor o emir de la Batiha (les maresmes del Baix Iraq) que s'havia revoltat al seu domini i amenaçava el poder buwàyhida.
Al-Muqaddassí la va visitar el 985 estava en millor estat que altres ciutats com Bàssora, Kufa, Samarra, Anbar i la mateixa Bagdad. Al segle xi fou objecte de disputa entre els mazyàdides d'Hilla i al-Bassassirí; el 1056 l'amir de la ciutat, Ibn Fasandjis, va donar suport a al-Basasiri i va fer la khutba en nom del califa fatimita al-Mustànsir, i va fer pintar la façana de la mesquita local de blanc, el color dels xiïtes d'Egipte; just uns mesos abans (desembre de 1055) els seljúcides sunnites sota Toghril Beg I havien atacat Iraq i van acabar estenent el seu poder a Wasit eliminant a Ibn Fasandjis el 1057 després d'un setge. Fou recuperada per al-Basasiri el 1058 però els seljúcides la van recuperar el 1059. A la mort del sultà seljúcida Màlik-Xah I (que va governar del 1061 al 1092) va seguir una època de regressió econòmica i social en què les poblacions de l'Iraq van decaure i van perdre població.

### Seglesxiiixiii
El feu de Wasit fou objecte de disputa entre prínceps seljúcides d'un costat i els mazyàdides de l'altra i aquests darrers la van dominar fins al 1107 quan finalment la van obtenir en feu del sultà Muhammad I Tapar (1105-1118). Amb el renaixement abbàssida iniciat el 1118 Wasit fou disputada entre el seljúcides i els abbàssides i va ser objecte d'alguns setges; els seljúcides estaven limitats en el seu poder pel dels mazyàdides i els califes ar-Ràixid i al-Muqtafí van intentar estendre el seu control a Wasit i així la vila fou saquejada o parcialment destruïda el 11540,
 1154, 1156, i 1158. El baix Iraq fou el domini més sòlid dels abbàssides i Wasit va recuperar certa prosperitat segons testimonia el geògraf Yaqut al-Hamawí en la seva visita del 1225. Wasit va tonar a ser important fins al final dels abbàssides.
Hulagu es va presentar a Wasit el dissabte 23 de febrer de 1258, tretze dies després de la seva entrada a Bagdad (el 10 de febrer de 1258); la ciutat va oferir resistència i fou atacada pels mongols; uns quaranta mil habitants haurien mort i part de la ciutat fou destruïda. Wasit va quedar agregada al govern de Bagdad, que fou confiat a Ata Malik al-Djuwayni (1258-1282) que va enviar a la ciutat com a delegat a Madjd al-Din Salah. Fou en gran part reconstruïda i va recuperar certa prosperitat.

### Seglesxivaxvii
Els jalayírides hi van dominar del 1339 al 1410. Fou centre d'encunyació de moneda. El 1385 fou atacada per Tamerlà que hi va deixar una guarnició important, i els timúrides van tornar a atacar la ciutat el 1405.
El 1410 va caure en mans dels Qara Qoyunlu (fins al 1467) que van haver d'enfrontar als xiïtes anomenats Muixaixa dirigits per Sayyid Muhammad ibn Falah, que van atacar la ciutat el 1438, 1440 i 1442 provocant serioses destruccions. Ali ibn Sayyid Muhammad va atacar de nou el 1453 o 1454 i va acabar d'arruïnar la ciutat que fou abandonada pels habitants que hi quedaven. Ali va morir el 1456 i els fugitius van retornar a Wasit i es van establir en un assentament prop de l'antiga ciutat, anomenat Segona Wasit; la Wasit antiga existia encara el 1534 a la vora del Tigris quan hi van entrar els otomans, i encara s'esmenta el 1553. Al segle xvii Hajji Khalifa diu que estava a la vora del llit sec del Dudjayla, un braç del Tigris en ple desert; el Tigris havia canviat el seu curs per un més a l'est; en aquest segle la ciutat com a tal ja no existia.